# Capitoli di A Certain Scientific Railgun
Questa è la lista dei capitoli di A Certain Scientific Railgun, manga scritto da Kazuma Kamachi e disegnato da Motoi Fukuyama. Il manga è uno spin-off della serie di light novel di Kamachi A Certain Magical Index. Ambientata nella futuristica Città-Studio dove gli studenti imparano a diventare esper con vari poteri, la storia segue Mikoto Misaka, una electromaster che è la terza per potenza tra i soli sette esper di Livello 5, e le sue amiche, collocandosi prima e durante gli eventi di A Certain Magical Index.
Il primo capitolo di A Certain Scientific Railgun è stato pubblicato nel numero di aprile 2007 della rivista shōnen Dengeki Daioh, e i successivi sono stati serializzati mensilmente. Il primo tankōbon è stato pubblicato da ASCII Media Works sotto l'etichetta Dengeki Comics il 10 novembre 2007.

## Lista volumi
| Nº | Titolo italiano Giapponese 「Kanji」 - Rōmaji | Data di prima pubblicazione              | Data di prima pubblicazione |
| Nº | Titolo italiano Giapponese 「Kanji」 - Rōmaji | Giapponese                               |                             |
| 1  | A Certain Scientific Railgun 1 「とある科学の超電磁砲 1」 - To aru kagaku no Rērugan 1 | 10 novembre 2007 ISBN 978-4-8402-4107-6  |                             |
| 1  | Capitoli (traduzioni letterali dei titoli) - 1. 16 luglio (七月十六日?, Shichi-gatsu Jū-roku-nichi) - 2. 17 luglio, Parte 1 (七月十七日①?, Shichi-gatsu Jū-shichi-nichi 1) - 3. 17 luglio, Parte 2 (七月十七日②?, Shichi-gatsu Jū-shichi-nichi 2) - 4. 18 luglio, Parte 1 (七月十八日①?, Shichi-gatsu Jū-hachi-nichi 1) - 5. 18 luglio, Parte 2 (七月十八日②?, Shichi-gatsu Jū-hachi-nichi 2) - 6. 19 luglio, Parte 1 (七月十九日①?, Shichi-gatsu Jū-ku-nichi 1) - 7. 19 luglio, Parte 2 (七月十九日②?, Shichi-gatsu Jū-ku-nichi 2) |                                          |                             |
| 2  | A Certain Scientific Railgun 2 「とある科学の超電磁砲 2」 - To aru kagaku no Rērugan 2 | 10 giugno 2008 ISBN 978-4-0486-7146-0    |                             |
| 2  | Capitoli (traduzioni letterali dei titoli) - 8. 20 luglio (七月二十日?, Shichi-gatsu Hatsuka) - 9. 21 luglio, Parte 1 (七月二十一日①?, Shichi-gatsu Ni-jū-ichi-nichi 1) - 10. 21 luglio, Parte 2 (七月二十一日②?, Shichi-gatsu Ni-jū-ichi-nichi 2) - 11. 24 luglio, Parte 1 (七月二十四日①?, Shichi-gatsu Ni-jū-yokka 1) - 12. 24 luglio, Parte 2 (七月二十四日②?, Shichi-gatsu Ni-jū-yokka 2) - 13. 24 luglio, Parte 3 (七月二十四日③?, Shichi-gatsu Ni-jū-yokka 3) |                                          |                             |
| 3  | A Certain Scientific Railgun 3 「とある科学の超電磁砲 3」 - To aru kagaku no Rērugan 3 | 27 settembre 2008 ISBN 978-4-0486-7719-6 |                             |
| 3  | Capitoli (traduzioni letterali dei titoli) - 14. 24 luglio, Parte 4 (七月二十四日④?, Shichi-gatsu Ni-jū-yokka 4) - 15. 24 luglio, Parte 5 (七月二十四日⑤?, Shichi-gatsu Ni-jū-yokka 5) - 16. 24 luglio, Parte 6 (七月二十四日⑥?, Shichi-gatsu Ni-jū-yokka 6) - Speciale. L'epilogo di un certo studente (とある学徒の後日談集?, Toaru Gakuto no Epirōgu) - 17. 25 luglio (七月二十五日?, Shichi-gatsu Ni-jū-go-nichi) - Speciale. Un certo Job Training di due persone [Parte 1] (とある二人の新人研修[前篇]?, Toaru Futari no Jobu Torēningu [Zenpen]) - Speciale. Un certo Job Training di due persone [Parte 2] (とある二人の新人研修[後篇]?, Toaru Futari no Jobu Torēningu [Kōhen]) |                                          |                             |
| 4  | A Certain Scientific Railgun 4 「とある科学の超電磁砲 4」 - To aru kagaku no Rērugan 4 | 27 ottobre 2009 ISBN 978-4-0486-8169-8   |                             |
| 4  | Capitoli (traduzioni letterali dei titoli) - 18. 10 agosto, Parte 1 (八月十日①?, Hachi-gatsu Tōka 1) - 19. 10 agosto, Parte 2 (八月十日②?, Hachi-gatsu Tōka 2) - 20. 11 agosto (八月十一日?, Hachi-gatsu Jū-ichi-nichi) - 21. 15 agosto, Parte 1 (八月十五日①?, Hachi-gatsu Jū-go-nichi 1) - 22. 15 agosto, Parte 2 (八月十五日②?, Hachi-gatsu Jū-go-nichi 2) - 23. 15 agosto, Parte 3 (八月十五日③?, Hachi-gatsu Jū-go-nichi 3) |                                          |                             |
| 5  | A Certain Scientific Railgun 5 「とある科学の超電磁砲 5」 - To aru kagaku no Rērugan 5 | 26 giugno 2010 ISBN 978-4-0486-8686-0    |                             |
| 5  | Capitoli (traduzioni letterali dei titoli) - 24. 15 agosto, Part 4 (八月十五日④?, Hachi-gatsu Jū-go-nichi 4) - 25. 16 agosto (八月十六日?, Hachi-gatsu Jū-roku-nichi) - 26. 19 agosto, Parte 1 (八月十九日①?, Hachi-gatsu Jū-ku-nichi 1) - 27. 19 agosto, Parte 2 (八月十九日②?, Hachi-gatsu Jū-ku-nichi 2) - 28. 19 agosto, Parte 3 (八月十九日③?, Hachi-gatsu Jū-ku-nichi 3) - 29. 19 agosto, Parte 4 (八月十九日④?, Hachi-gatsu Jū-ku-nichi 4) - 30. 19 agosto, Parte 5 (八月十九日⑤?, Hachi-gatsu Jū-ku-nichi 5) - Speciale. "Strano Judgement" (チキチキ風紀委員?, Chikichiki Jajjimento)                                                                                           |                                          |                             |
| 6  | A Certain Scientific Railgun 6 「とある科学の超電磁砲 6」 - To aru kagaku no Rērugan 6 | 26 febbraio 2011 ISBN 978-4-04-870350-5  |                             |
| 6  | Capitoli (traduzioni letterali dei titoli) - 31. 20 agosto, Parte 1 (八月二十日①?, Hachi-gatsu Hatsuka 1) - 32. 20 agosto, Parte 2 (八月二十日②?, Hachi-gatsu Hatsuka 2) - 33. 21 agosto, Parte 1 (八月二十一日①?, Hachi-gatsu Ni-jū-ichi-nichi 1) - 34. 21 agosto, Parte 2 (八月二十一日②?, Hachi-gatsu Ni-jū-ichi-nichi 2) - 35. 21 agosto, Parte 3 (八月二十一日③?, Hachi-gatsu Ni-jū-ichi-nichi 3) - 36. 21 agosto, Parte 4 (八月二十一日④?, Hachi-gatsu Ni-jū-ichi-nichi 4) - 37. 21 agosto, Parte 5 (八月二十一日⑤?, Hachi-gatsu Ni-jū-ichi-nichi 5) |                                          |                             |
| 7  | A Certain Scientific Railgun 7 「とある科学の超電磁砲 7」 - To aru kagaku no Rērugan 7 | 17 dicembre 2011 ISBN 978-4-04-870976-7  |                             |
| 7  | Capitoli (traduzioni letterali dei titoli) - 38. 21 agosto, Parte 6 (八月二十一日⑥?, Hachi-gatsu Ni-jū-ichi-nichi 6) - 39. 22 agosto (八月二十二日?, Hachi-gatsu Ni-jū-ni-nichi) - Speciale. Il ponte d'amore è un segno di amore (鉄橋は恋の合図?, Tekyō wa koi no aizu) - 40. Clique, Parte 1 (派閥①?, Habatsu 1) - 41. Clique, Parte 2 (派閥②?, Habatsu 2) - 42. La fine dell'arcobaleno (Rainbow's End?) - 43. Trattativa (交渉?, Kōshō") - 44. Opening (開会?, Kaikai) |                                          |                             |
| 8  | A Certain Scientific Railgun 8 「とある科学の超電磁砲 8」 - To aru kagaku no Rērugan 8 | 27 ottobre 2012 ISBN 978-4-04-891101-6   |                             |
| 8  | Capitoli (traduzioni letterali dei titoli) - 45. Imboscata (伏兵?, Fukuhei) - 46. Accelerazione (胎動?, Taidō) - 47. Incontro (遭遇?, Sōgū) - 48. Erosione (浸蝕?, Shinshoku) - 49. Fiducia (信頼?, Shinrai) - 50. La battaglia ha inizio (信頼?, Shinrai) - 51. Analisi (解析?, Kaiseki) - 52. Lato oscuro (暗部?, Anbu) |                                          |                             |
| 9  | A Certain Scientific Railgun 9 「とある科学の超電磁砲 9」 - To aru kagaku no Rērugan 9 | 27 agosto 2013 ISBN 978-4-04-891844-2    |                             |
| 9  | Capitoli (traduzioni letterali dei titoli) - 53. Difetto (瑕疵?, Kashi) - 54. Cooperazione (連携?, Renkei) - 55. Nella stessa barca (同舟?, Dōshū) - 56. Dividi e Conquista (分進?, Bunshin) - 57. Indagine (捜索?, Sōsaku) - 58. Sospetto (疑心?, Gishin) - 59. Ricordo (追憶?, Tsuioku) - 60. Amici (友達?, Tomodachi) - 61. SISTEMA |                                          |                             |
| 10 | A Certain Scientific Railgun 10 「とある科学の超電磁砲 10」 - To aru kagaku no Rērugan 10 | 26 luglio 2014 ISBN 978-4-04-866698-5    |                             |
| 10 | Capitoli (traduzioni letterali dei titoli) - 62. Unirsi alla battaglia (参戦?, Sansen) - 63. Caos (渾沌?, Konton) - 64. Resistenza (抗戦?, Kōsen) - 65. Sconfitta (敗北?, Haiboku) - 66. Errore di calcolo (誤算?, Gosan) - 67. Mano destra (右手?, Migite) - 68. Dolly (DOLLY?) - 69. Chiusura (閉会?, Heikai) - 70. Promessa (約束?, Yakusoku) |                                          |                             |
| 11 | A Certain Scientific Railgun 11 「とある科学の超電磁砲 11」 - To aru kagaku no Rērugan 11 | 27 ottobre 2015 ISBN 978-4-04-865431-9   |                             |
| 11 | Capitoli (traduzioni letterali dei titoli) - 71. Indian Poker (インディアンポーカー?, Indian Pōkā) - 72. BLAU - 73. Osservazione (注視?, Chūshi) - Speciale. A Certain Boy's Episode (とある少年の幕間挿話?, Toaru Shōnen no Episōdo) - 74. Presentimento (予知?, Yochi) - 75. Prevenzione (阻止?, Soshi) - 76. Egoismo (我儘?, Wagamama) - 77. Sogno (夢?, Yume) - 78. Seni (胸?, Mune) - 79. Rivelazione (啓示?, Keiji) |                                          |                             |
| 12 | A Certain Scientific Railgun 12 「とある科学の超電磁砲 12」 - To aru kagaku no Rērugan 12 | 26 novembre 2016 ISBN 978-4-04-892365-1  |                             |
| 12 | Capitoli (traduzioni letterali dei titoli) - 80. Strana coincidenza (奇縁?, Kien) - 81. Assalto (強襲?, Kyōshū) - 82. Caccia (遊猟?, Yūryō) - 83. Ha un reggiseno (Ha det bra?) - 84. Giochi (遊戯?, Yūgi) - 85. Anima (魂魄?, Konpaku) - 86. Farsa (茶番?, Chaban) - 87. Uscire (出動?, Shutsudō) - 88. Colpo punitivo (痛撃?, Tsūgeki) |                                          |                             |
| 13 | A Certain Scientific Railgun 13 「とある科学の超電磁砲 13」 - To aru kagaku no Rērugan 13 | 27 novembre 2017 ISBN 978-4-04-893425-1  |                             |
| 13 | Capitoli (traduzioni letterali dei titoli) - 89. Giorno sfortunato (厄日?, Yakubi) - 90. Inganno (欺瞞?, Giman) - 91. Trattativa (折衝?, Sesshō) - 92. Colosso (巨像?, Kyozō) - 93. Sacrificio (犠牲?, Gisei) - 94. Indovina (推量?, Suiryō) - 95. Intento originale (初心?, Shoshin) - 96. Riunione (再会?, Saikai) |                                          |                             |
| 14 | A Certain Scientific Railgun 14 「とある科学の超電磁砲 14」 - To aru kagaku no Rērugan 14 | 11 ottobre 2018 ISBN 978-4-04-912146-9   |                             |
| 14 | Capitoli (traduzioni letterali dei titoli) - 97. Pensosità (心馳?, Kokorobase) - 98. Dichiarazione di guerra (宣戦?, Sensen) - 99. L'inizio della competizione (緒戦?, Shosen) - 100. Muro di ferro (鉄壁?, Teppeki) - 101. Direttore (院長?, Inchō) - 102. Avvelenamento (蠱毒?, Kodoku) - 103. Spia (間者?, Kanja) - 104. Soldati nascosti (潜兵?, Senpei) - 105. Cavallo nero (大穴?, Ōana) - 106. Rilascio (解放?, Kaihō) |                                          |                             |
| 15 | A Certain Scientific Railgun 15 「とある科学の超電磁砲 15」 - To aru kagaku no Rērugan 15 | 10 ottobre 2019 ISBN 978-4-04-912838-3   |                             |
| 15 | Capitoli (traduzioni letterali dei titoli) - 107. Crescita (化生?, Kasei) - 108. Aspettativa (思惑?, Omowaku) - 109. Insanità (風狂?, Fūkyō) - 110. Malvagio (性悪?, Shōwaru) - 111. Vero e falso (虚実?, Kyojitsu) - 112. Discernimento (洞察?, Dousatsu) - 113. Amore pazzo (狂愛?, Kyō ai) - 114. Misure disperate (苦肉?, Kuniku) - 115. Balzo (跳躍?, Chōyaku) |                                          |                             |
| 16 | A Certain Scientific Railgun 16 「とある科学の超電磁砲 16」 - To aru kagaku no Rērugan 16 | 26 ottobre 2020 ISBN 978-4-04-913481-0   |                             |
| 16 | Capitoli (traduzioni letterali dei titoli) - 116. Ratto intrappolato (窮鼠?, Kyūso) - 117. Temperatura fissa (恒溫?, Kōon) - 118. Oscurità (暗闇?, Kurayami) - 119. Caduta (転落?, Tenraku) - 120. Scoperta (看破?, Kanpa) - 121. In sincronia (伝心?, Denshin) - 122. Riproduzione (再現?, Saigen) - 123. Strategia (駆引?, Kagehiki) - 124. Gemmazione (出芽?, Shutsuga) - 125. Orgoglio (矜持?, Kyōji) - 126. Buco nero (黒洞?, Kokutōtō) - 127. Irritato (番狂?, Bankyō) |                                          |                             |
| 17 | A Certain Scientific Railgun 17 「とある科学の超電磁砲 17」 - To aru kagaku no Rērugan 17 | 26 febbraio 2022 ISBN 978-4-04-914255-6  |                             |
| 17 | Capitoli (traduzioni letterali dei titoli) - 128. Penitenza (懺悔?, Zange) - 129. Convinzioni (信念?, Shinnen) - 130. Ripresa (快気?, Kaiki) - 131. Matricola (一年?, Ichi-nen) - 132. Railgun (超電磁砲?, Chō-denjihō (Rērugan)) - 132.5. Incontro (遭逢?, Sōhō) - 132.75. Destino (因縁?, In'nen) - 133.1. Famiglia (家格?, Kakaku) - 133.2. Controversia (抗爭?, Hanzen) - 134. Propagazione (延焼?, Enshō) - 135. Ritorno di fiamma (裏目?, Urame) - 136. Parole dure (啖呵?, Tanga) |                                          |                             |
| 18 | A Certain Scientific Railgun 18 「とある科学の超電磁砲 18」 - To aru kagaku no Rērugan 18 | 27 marzo 2023 ISBN 978-4-04-914959-3     |                             |
| 18 | Capitoli (traduzioni letterali dei titoli) - 137. Attacco verbale (口撃?, Kōgeki) - 137.5. Coinquilina (寮友?, Ryōyū) - 138. Confronto (対峙?, Taiji) - 139. Straordinario (破格?, Hakaku) - 140. Conversazione (対話?, Taiwa) - 141. Amicizia (修好?, Shūkō) - 142. Fretta (突貫?, Tokkan) - 143. Esperto (怜悧?, Reiri) |                                          |                             |
| 19 | A Certain Scientific Railgun 19 「とある科学の超電磁砲 19」 - To aru kagaku no Rērugan 19 | 27 marzo 2024 ISBN 978-4-04-915665-2     |                             |
| 19 | Capitoli (traduzioni letterali dei titoli) - 144. Valutazione (品評?, Hinpyō) - 145. Fischietto d'argento (銀笛?, Ginteki) - 146. Scandalo (醜聞?, Shūbun) - 147. Figlia adottiva (養子?, Yōshi) - 148. Giocare con (翻弄?, Honrō) - 149. Soldati d'élite (精兵?, Seihei) - 150. Congettura (推察?, Suisatsu) - 151. Diploma (卒業?, Sotsugyō) - 152. Incontro casuale (邂逅?, Kaikō) |                                          |                             |
| 20 | A Certain Scientific Railgun 20 「とある科学の超電磁砲 20」 - To aru kagaku no Rērugan 20 | 26 giugno 2025 ISBN 978-4-04-916457-2    |                             |
| 20 | Capitoli (traduzioni letterali dei titoli) - 153. Partenza (始動?, Shidō) - 154. Affetto reciproco (相思?, Sōshi) - 155. Dispositivo (仕掛?, Shikake) - 156. Scuola (学舎?, Manabiya) - 157. Stratagemma (詭謀?, Kibō) - 158. Dilemma (窮境?, Kyūkyō) - 159. Verità ereditata (継志?, Keishi) - 160. Danshan (淡扇?, Tanshan) - 161. Il modo normale (常軌?, Jōki) - 162. Scelta (選択?, Sentaku) - 162.5. Anni preziosi (いとしき歳月?, Itoshiki saigetsu) |                                          |                             |

## Capitoli non ancora pubblicati in formatotankōbon
Questa lista è suscettibile di variazioni e potrebbe essere incompleta o non aggiornata.

- 163. Nel suo cuore (胸衿?, Kyōkin)
- 164. Cambio di cuore (変心?, Henshin)